# Barranco de Fago
El río o barranco de Fago es un curso de agua del norte de la península ibérica, afluente del Veral. Discurre por la provincia española de Huesca.

## Curso
Discurre por la provincia de Huesca. Nace al norte de la localidad homónima y, tras dejar a su derecha localidades como Majones y Villarreal de la Canal, termina por desembocar en el río Veral, del cual sería el principal afluente. El río aparece descrito en el octavo volumen del Diccionario geográfico-estadístico-histórico de España y sus posesiones de Ultramar de Pascual Madoz de la siguiente manera:

FAGO: r. de la prov. de Huesca, part. jud. de Jaca: tiene su origen al NO. del l. de su nombre en las declinaciones meridionales del Pirineo. A poco trecho de su nacimiento entra en el térm de aquel; sit. á su izq. y junto al que recibe las aguas de un arroyo que viene del N. lamiendo una estensa linea de cerros, que forman su muro occidental desde el mencionado lugar, ocupa la márg. izq. del Fago una cordillera y á la der. los l. de Majones y Villareal, desde donde va á desaguar en el r. Veral casi junto á las paredes de la v. de Verdum. Es el afluente mayor del Veral; proporciona escaso riego á las tierras por donde cruza y cria algunas truchas.
(Madoz, 1847, p. 10)

Las aguas del río, perteneciente a la cuenca hidrográfica del Ebro, acaban vertidas en el mar Mediterráneo.